# Koenigsegg Group
Koenigsegg Group AB är ett Sverige-baserat företagskonsortium som hade för avsikt att under 2009 överta biltillverkaren Saab Automobile från amerikanska General Motors.
Konsortiet, som officiellt registrerades av Bolagsverket den 29 maj 2009, består bland annat av den svenska sportbilstillverkaren Koenigsegg, dess majoritetsägare Alpraaz, norska Eker Group, Solsken BV samt kinesiska Beijing Automotive Industry Holding Corporation.. VD är Christian von Koenigsegg och styrelseordförande är den colombiansk-amerikanska affärsmannen Augie K Fabela.
18 augusti 2009 bekräftades tecknandet av ett slutgiltigt avtal om försäljningen av Saab Automobile. Förutsättningarna var dock att Europeiska investeringsbanken, EIB, skulle skjuta till 4,7 miljarder kronor med garantier från svenska staten. För att detta skulle ske var EIB bland annat tvungna att godkänna Saabs miljöstrategi. Den 24 november 2009 gick Koenigsegg Group ut med ett pressmeddelande där man meddelade att de dragit sig ur affären på grund av att tiden runnit ut.